# Fasnia
Fasnia è un comune spagnolo di 2 407 abitanti situato nella comunità autonoma delle Canarie.